# Tomopteris
Tomopteris är ett släkte av ringmaskar som beskrevs av Johann Friedrich von Eschscholtz 1825. Tomopteris ingår i familjen Tomopteridae.

## Dottertaxa tillTomopteris, i alfabetisk ordning[1][2]
- Tomopteris aloysii
- Tomopteris anadyomene
- Tomopteris apsteini
- Tomopteris australiensis
- Tomopteris biancoi
- Tomopteris briarea
- Tomopteris carolii
- Tomopteris carpenteri
- Tomopteris cavallii
- Tomopteris circulosa
- Tomopteris congolana
- Tomopteris danae
- Tomopteris duccii
- Tomopteris dunckeri
- Tomopteris elegans
- Tomopteris erythrea
- Tomopteris eschscholtzi
- Tomopteris espana
- Tomopteris espansa
- Tomopteris gracilis
- Tomopteris helgolandica
- Tomopteris huxleyi
- Tomopteris kefersteini
- Tomopteris kempi
- Tomopteris krampi
- Tomopteris levipes
- Tomopteris ligulata
- Tomopteris marginata
- Tomopteris mariana
- Tomopteris messanica
- Tomopteris miriaglandulata
- Tomopteris miriglandulata
- Tomopteris mortenseni
- Tomopteris nationalis
- Tomopteris nisseni
- Tomopteris onisciformis
- Tomopteris pacifica
- Tomopteris partenopea
- Tomopteris pediculosa
- Tomopteris pierantonii
- Tomopteris planktonis
- Tomopteris poliglandulata
- Tomopteris polyglandulata
- Tomopteris rolasi
- Tomopteris sanzoi
- Tomopteris septentrionalis
- Tomopteris smithii
- Tomopteris spartai
- Tomopteris stefanelli
- Tomopteris tentaculata
- Tomopteris tenuis
- Tomopteris vitrina